# Bernhard Hell
Bernhard Hell (* 2. Mai 1877 in Degerloch; † 24. März 1955 in Freudenstadt) war ein deutscher Reformpädagoge, Schulgründer und Autor.
Bernhard Hell wurde als Sohn des Chemikers Carl Magnus von Hell (1849–1926) geboren. Er unterrichtete zwischen 1907 und 1919 in der von Gustav Wyneken gegründeten Freien Schulgemeinde Wickersdorf bei Saalfeld im Thüringer Wald, die er in Vertretung von Martin Luserke zwischen 1914 und 1916 auch leitete. 1919 schloss er sich kurzzeitig Bernhard Uffrechts Neugründung der Freien Schul- und Werkgemeinschaft an, bevor er bis 1930 im Landschulheim am Solling in Holzminden unterrichtete. Auf dem ehemaligen Areal eines Benediktinerinnenklosters gründete er 1930 die Urspringschule bei Schelklingen, um diese als gemeinnütziges, evangelisches und reformpädagogisches Landerziehungsheim bzw. Internat zu führen.
Hell, der Luserke 1907 in Wickersdorf kennenlernte, hielt zu diesem Kontakt, nachdem er selbst Wickersdorf im Jahr 1919 nach Auseinandersetzungen mit Wyneken verlassen hatte. Er besuchte Luserkes Schule am Meer auf der Nordseeinsel Juist im Rahmen einer Studienfahrt mit seinen Holzmindener Schülern im Juni 1929. Im selben Jahr verfasste Hell in Holzminden seinen Essay Die evangelische Schulgemeinde und besichtigte gemeinsam mit seiner Ehefrau Else in den Sommerferien diverse Anwesen mit geeignet erscheinenden Immobilien, die zum Kauf angeboten wurden. Nur das letzte aufgesuchte Objekt fand ihren Zuspruch: das ehemalige Benediktinerinnenkloster. Im Herbst trafen sie die Entscheidung zum Kauf des Anwesens und fanden in Fritz Ehrecke (1896–1946) einen ersten Mitarbeiter.
Am 2. April 1930 wurde die Stiftung Urspringschule begründet, am 2. Mai 1930 eröffnete die Urspringschule. 1931 war Hell im Rahmen der Berneuchener Bewegung an der Gründung der Michaelisbruderschaft beteiligt. Im Jahr 1941 schied Hell als Schulleiter der Urspringschule aus und zog sich zurück, nachdem es aufgrund Hells christlicher Einstellung und entsprechenden Veröffentlichungen wie beispielsweise zur Ehre und Not der christlichen Bildungsschule zunehmend zu Konflikten mit der nationalsozialistischen Schulbehörde gekommen war. Ehrecke führte bis Kriegsende die Urspringschule weiter. Hell verstarb im Alter von 77 Jahren.

## Veröffentlichungen
- Ernst Machs Philosophie – Eine erkenntniskritische Studie über Wirklichkeit und Wert. F. Frommanns Verlag (E. Hauff), Stuttgart 1907. OCLC 250093323
- J. Robert Mayer und das Gesetz von der Erhaltung der Energie. F. Frommanns Verlag (Kurtz), Stuttgart 1925. OCLC 250093071 (Nachdruck: ISBN 978-3846007068)
- als Hrsg.: Beiträge zur Dynamik des Himmels und andere Aufsätze. Akademische Verlagsgesellschaft, Leipzig 1927. OCLC 488740737
- Evangelische Schulgemeinde Urspring bei Schelklingen (Schwäbische Alb). Höhn, Ulm 1929. OCLC 314953644
- Die evangelische Schulgemeinde – Versuch zur Gestaltung eines evangelischen Landerziehungsheims. Bärenreiter-Verlag, Kassel 1930.
- Geschichte des Klosters Urspring – Ein Beitrag zur Heimatgeschichte. Bärenreiter-Verlag, Kassel 1935. OCLC 311748572
- 850 Jahre Kloster Urspring – Bernhard Hell 100 Jahre. Schelklingen 1977. OCLC 175036063